# Ragna Nielsen
Ragna Nielsen (nascida Ragna Vilhelmine Ullmann) (Oslo, 17 de julho de 1845 – 29 de setembro de 1924) foi uma pedagoga, diretora escolar, política e feminista norueguesa.

## Vida pessoal
Ragna Vilhelmine Ullmann nasceu em Christiania (hoje Oslo), filha de Jørgen Axel Nicolai Ullmann e sua esposa, a pedagoga, crítica literária e feminista Cathrine Johanne Fredrikke Vilhelmine Dunker. Ela se casou com Ludvig Nielsen em 1879, e se estabeleceu com seu marido em Tromsø. O casal se separou em 1884, quando ela se mudou de volta para Christiania. Ragna era irmã do político Viggo Ullmann.

## Carreira
Na infância Ragna Nielsen frequentou a escola para meninas da sua mãe, e depois a escola Hartvig Nissen para meninas até 1860. A partir de 1862 ela recebeu uma designação na escola Nissen, onde lecionou até 1879. Ela foi professora em Tromsø até 1884. Em 1885 Nielsen fundou a escola Fru Nielsens Latin- og Realskole em Christiania. A instituição começou como uma escola feminina, mas logo tornou-se uma escola comum para meninas e meninos. Ela foi a primeira mulher a servir como diretora de uma escola secundária na Noruega. Nielsen foi presidente da Associação Norueguesa pelos Direitos das Mulheres por dois períodos: de 1886 a 1888 e de 1889 a 1895. Ela participou da fundação de várias organizações, incluindo a Kvindestemmeretsforeningen em 1885, a Norske kvindelige Handelsstands Forening em 1890, a Norsk Fredsforening em 1891 e a Hjemmenes Vel em 1898. Ela foi eleita para o Conselho da Cidade de Christiania no período de 1901 a 1904. Em 1907 fundou a organização de idiomas Sociedade Riksmål, e presidiu a organização de 1909 a 1910. Nielsen também foi ativa no movimento do espiritualismo e foi co-fundadora da Norsk Selskap for Psykisk Forskning em 1917.
Nielsen também participou da fundação da revista feminina Norske Kvinder em 1921. Alguns dos seus livros publicados são Norske kvinder i det 19de aarhundrede (1904), Fra de smaa følelsers tid (1907; publicado anonimamente), e Sisyphos og de politiske partier (1922).